# 菲利普·馬俞
菲利普·馬俞（法語：Philippe Mahut，法語發音：[fi.lip ma.y]；1956年3月4日—2014年3月4日）是一名法國前職業足球運動員，司職後衛。
從1974年到1993年，馬俞為七間球會效力——所有這些球會都在他的祖國法國——並在654場球會比賽中射入30 球。80年代初期，他為法國國家隊出場九次。
馬俞被描述為“強壯的防守者”及“頭球能力高於平均水平”。

## 早年
菲利普·馬俞出生在羅西耶爾小村鎮，該小村莊屬於謝爾省呂訥里的市鎮。馬俞的家人有波蘭血統。他在那個小村莊由他的祖母撫養長大。馬俞的父親是一名業餘足球運動員，而且非常擅長，因此馬俞具有踢足球的天賦。馬俞九歲時在 AS Montferrandaise開始他的青年足球生涯。隨後，他定居在楓丹白露，由叔叔和嬸嬸撫養長大。馬俞在塞塞納-馬恩省南部服完義務兵役。

## 球會生涯

### Entente BFN（英语：Entente Bagneaux-Fontainebleau-Nemours）
童年時定居楓丹白露的馬俞加入當地球會Entente BFN的青年軍。從1970年到1978年，Entente BFN是法乙聯賽的球隊。當馬俞成為球會的一名球員時，他正攻讀法國業士文憑學位，但並沒有取得。由於馬俞在青年軍的出色表現，他在1974-1975賽季初被成年隊主教練拉迪斯拉斯·納吉 (Ladislas Nagy) 晉升成年隊。在馬俞晉升後的兩個賽季中（他分別在 1974年-1975年和1975年-1976年賽季在分別21場和24場聯賽上陣）作為一隊球員，球會在聯賽賽季結束時（法乙A組）僅以一分高出將降級的最後三支球會中排名最高的。由於他良好的足球素質和在法乙比賽中的出色表現，他迅速引起球探的注意。他收到了幾份加入 特魯瓦和巴黎聖日耳門等法甲球會的邀請。當時任特魯瓦體育總監兼特魯瓦球探的安德烈·沃特林說服馬俞加入球會。馬俞後來解釋說，他更願意為像特魯瓦這樣的小球會效力，因為他沒有足夠的自信在像巴黎聖日耳門這樣的大球會中脫穎而出。

### 特魯瓦
1976年7月，馬俞加入特魯瓦（當時的主教練是勒內·塞多林），最初他以半職業球員的身份簽下合同。1976年9月24日，他在奧布球場對昂熱的比賽中首次亮相法甲。馬俞在特魯瓦的第一個賽季在28場聯賽中上陣，球會以第15名的成績結束 1976-77賽季的法甲聯賽。在他的足球生涯中第一次作為一名職業球員簽下合約後，他在特魯瓦的第二個也是最後一個賽季在26場聯賽上陣，最後他們降級到法乙聯賽。 當馬俞是特魯瓦的球員時，他被徵召到法國U21足球隊。

### 梅斯
不想在1978-79賽季參加法乙比賽，馬俞決定離開特魯瓦並加入梅斯，梅斯已經向他提供一份合約。梅斯計劃組建一支能夠在法甲中排名中游以上的球隊。他將為球會效力四年（1978-1982年）。在馬俞19年的球會職業生涯中，正是在梅斯的時候，他參加最多的比賽——所有比賽中的152場比賽。他在25歲時被提升為球會隊長。他在梅斯的最後一個賽季射入他在球會職業生涯的第一個聯賽（法甲或法乙）入球。
梅斯在1978-1979賽季開始時任命他們的前球員之一馬克·拉斯托爾作為他們的領隊，贏得1978-79法甲的前四場聯賽。在整個賽季中，梅斯設法保持在法甲積分榜的榜首位置。它最終在法甲聯賽排名第5，比摩納哥低一個位置（因為淨入球比梅斯更好），因此搶去梅斯在法國球會參與1979–80年歐洲足協盃的第二個席位。在他在俱樂部的第一個賽季，馬俞很好地融入球隊，與薩比爾組成了中堅搭檔，並在聯賽中上陣32次。
與1978-79賽季形成鮮明對比的是，梅斯在整個1979-80法甲賽季都在努力保持在降級區之上。它在聯賽積分榜上排名第17位，驚險地護級成功。在他在球會的第二個賽季，馬俞在32場聯賽上陣，並在1979-80賽季開始前薩比爾離開後與安潔兒·巴爾加斯組成中堅拍檔。 
1980年夏天，球會見證幾位關鍵球員的離開，其中包括柏德烈·巴迪斯頓和菲利普·雷東。梅斯以第9名的成績結束1980–81法甲聯賽賽季，在此期間，馬俞參加37場聯賽（他在該賽季的38場聯賽中只缺席一場）。他還指導球會年輕球員，如艾倫·科隆博、讓-菲利普·羅爾和呂克·索納。
梅斯於1981-82賽季因索托、維斯、德魯索、里德爾、波拉尼奧克和巴爾加斯的離開而削弱。他們被質量較低的球員所取代，這導致球會在1981-82年的法甲聯賽中苦苦掙扎，不得不等到最後一輪聯賽才能確定下個賽季是否會仍能留在法甲。它最終在1981-82賽季的法甲聯賽中排名第17位，險些降班。在梅斯的最後一個賽季，馬俞與新加盟的布蘭科·圖卡克搭檔，這是他在梅斯的第三個也是最後一個中堅搭檔。馬俞在那個賽季為他的球會出場的34場聯賽中射入兩球，這是他在高組別球會職業生涯中的第一個聯賽（法甲或法乙）入球。

### 聖伊天
1982年夏天，馬俞收到一份他無法拒絕的邀請——加入聖伊天，這是他所鍾愛的球會。馬俞很快就以200萬法郎的轉會費離開梅斯前往聖伊天，這在當時對於一名後衛來說是一筆巨額轉會費。1982年8月10日，馬俞代表聖伊天參加他的第一場正式比賽，那是球會本賽季的首場法甲比賽，對手是巴斯蒂亞。在那裡的兩個賽季裡，他在各項賽事中上陣76場，射入兩球，分別在對陣南錫（1982-1983賽季）和雷恩（1983-1984 賽季）的法甲比賽中射入。
當馬俞在1982年夏天加盟聖伊天時，球會捲入一場財務醜聞，該醜聞涉及一筆有爭議的行賄基金，這將對球會接下來兩個賽季的比賽表現產生負面影響。球會經歷了艱難的1982–83法甲聯賽賽季，在此期間，他們執教11年的主教練羅伯特·赫賓 (Robert Herbin) 被解僱（1983年2月），取而代之的是蓋伊·布里特 (Guy Briet)。聖伊天在1982–83賽季法甲聯賽中排名第14，僅比墊底的三支球會中排名最高（第18位）多3分，後者將參加分區法甲/法乙升班/降班的兩回合季後賽。在1982-1983賽季，馬俞參加1982–83年歐洲足協盃的歐洲比賽，這是他職業生涯中唯一一次參加歐洲比賽。在那次比賽中，聖伊天在第二圈以總比分4-0被布拉格波希米亞足球會淘汰，馬俞打足球會參與的所有四場比賽，但他沒有入球。
1983年的夏天真正標誌著球會黃金時代的結束，柏德烈·巴迪斯頓、貝爾納·真吉尼和傑拉德·詹維翁等優秀球員的離開。他們被質量較低的球員所取代，因此球隊在1983年-84賽季被嚴重削弱。馬俞和他的隊友經歷了另一個艱難的賽季，球會以第18名的成績結束 1983-84法甲聯賽。聖伊天在接下來的分區法甲/法乙升班/降班的季後賽中輸掉比賽，兩回合附加賽總比分2-0輸給巴黎競技，並降班至法乙。自1963年以來，聖伊天每年都在法甲。

### 巴黎競技
從1984年到1988年，馬俞效力於巴黎競技期間，他在131場聯賽中射入12球，16場國內盃賽射入1球。他們在1985-86年球季結束時贏得法乙冠軍，並升班獲得1986-87法甲賽季席位。
巴黎競技在1984-85賽季的前半段比賽成績不佳，這讓領隊艾倫·德·馬爾蒂尼於1985年1月被維克多·茲武卡所取代。球會在法甲中排名墊底，降班到法乙聯賽，距離升上法甲聯賽僅僅一年。
儘管降班到法乙聯賽，但球會的所有者兼總裁讓-呂克·拉加代爾還是讓球會進行一次重大的招募活動，在1985-86賽季簽下幾名新的知名球員，其中包括馬克西姆·波錫。球會還任命新領隊西爾韋斯特·塔卡奇在新賽季帶領球會。馬俞和他的隊友幫助球會以6分的優勢贏得1985-86年法乙聯賽的B組。球會後來在A組和B組獲勝者之間的兩回合附加賽中以總比分 4-3擊敗聖伊天贏得1985–86法乙冠軍。作為球會防線的重要成員，馬俞竟然亮眼地在1985-86賽季的31場聯賽中射入10球，在6場國內盃賽中射入1球，這是迄今為止他在職業生涯中他曾在單個賽季的比賽中入球的最好成績。巴黎競技在1985–86法國盃中表現出色，但是仍連續第二個賽季在半準決賽中被淘汰。
為了在1986–87法甲賽季中爭取出色的表現，巴黎競技斥資簽下高質量的外國和法國國腳（包括貝爾納·布羅、路爾斯·費南迪斯、安索·法蘭斯哥利、布魯諾·謝明、比艾爾·列巴斯基、帕斯卡爾·奧爾梅塔、魯賓·帕茲及泰亞利·圖索)以及優秀的法國籍的非國家隊球員（盧克佩拉德和讓·呂克·勒馬格雷斯）。儘管斥巨資簽入這些明星球員，但球會並沒有達到自己的高期望，只能以第13位的排名完成1986–87的法甲聯賽。那個賽季，馬俞在38場聯賽中上陣37場，但沒有在任何一場比賽中取得入球。
球會於1987年更名為Matra Racing。讓-呂克·拉加代爾的目標是讓他的球會獲得參加歐洲足協三項賽事之一的資格。1987年夏天，球會聘請新任領隊亞瑟·豪爾赫，他剛剛帶領波圖在1987年歐冠盃決賽中奪冠。1987-1988年賽季簽下四名新球員——傑拉德·布舍爾、阿卜杜勒卡里姆·梅里、蒂埃里·費尼和索尼·希羅伊。 Matra Racing在賽季中期排在1987–88年法甲聯賽積分榜的前三名，但連續12場聯賽未取能一勝導致其在1987–88年法甲聯賽積分榜上排名第7位，並且失去1988–89年歐洲足協盃的參賽資格。 在他為球會效力的第四季也是最後一個賽季，馬俞在31場聯賽上陣並射入兩個聯賽入球。

### 甘巴爾
馬俞實際上在 1988 年夏天決定退役。但是當法乙球會甘巴爾的管理層找到他時，他改變了主意試圖幫助身處龐維利耶球場的球隊贏得晉級法甲的挑戰非常感興趣。此外，球會已經或將在曾是馬俞和球會同事的球員僱用，例如米歇爾·艾托兒、荷西·索托 和歐仁·埃科科。從1988年到1989年的一個半賽季裡，馬俞和上陣48場聯賽（全部是法乙聯賽）並為龐維利耶球場的球隊射入3個聯賽入球。
甘巴爾在1988–89年法乙的A組中排名第四，這是其在法乙中的最佳成績。可惜球會被雷恩於法甲升班附加賽中撃敗，雷恩在A組積分榜上與甘巴爾同分，但是淨得球較優，排名第三。在他為球會效力的第一個賽季，馬俞於34場聯賽中的上陣33場並射入一球.。
1989-90年賽季對於甘巴爾球員來說是一個艱難的賽季，因為球會遇到重大的財務問題。這些財務問題不僅阻礙球會管理層升入法甲聯賽的夢想，還迫使球會在1989年10月至11月期間出售一些球員，包括馬俞。在1989-90年法乙聯賽賽季的前半段，時任勒哈弗爾主席的讓 -皮埃爾·胡羅前往甘巴爾說服馬俞加入他的球會。

### 勒哈弗爾
1989年10月，馬俞簽下一份為期兩年的合約，加盟勒哈弗爾（當時屬於法乙聯賽），成為球會隊長。 在他將近四年的時間裡，他兩次續約，在118場聯賽中射入7球，在7場國內盃賽中射入2球。勒阿弗爾贏得1990–91年法乙聯賽冠軍。1993年5月29日，他參加職業足球生涯的最後一場比賽——在勒哈弗爾的主場儒勒·德沙索球場球場對陣歐塞爾青年會的法甲比賽（他的第422場也是最後一場一級比賽）。
在效力勒阿弗爾的首個賽季，馬俞出戰18場聯賽，射入1個聯賽入球。球會排名第五，在1989–90年法乙B組中擁有第二好的防守。
在勒阿弗爾的第二個賽季，馬俞成為球會隊長，在32場聯賽上陣射入4球。該球在1990–91年法乙B組中排名第一，領先第二名 Lens 5 分。它在法乙冠軍附加賽中以總比分3-0擊敗A組冠軍尼姆，贏得 1990-1991法乙冠軍。
在實現重返法甲聯賽的夢想後，馬俞考慮退役。他的腿在比賽中開始感到疲倦，不能再以百分之百的狀態比賽。但仔細想想，他還是決定繼續踢球，因為他覺得自己還能為球會做點貢獻。1991-1992賽季簽下幾名新球員——格拉咸·歷斯、瓦茨拉夫·丹涅克、蒂埃里·古戴、老皮埃爾·奧巴美揚、帕特里斯·加朗德、讓-克里斯托夫·圖弗內爾和特迪·貝爾丁。勒阿弗爾在1991-9 賽季法甲聯賽中出人意料地排名第7（在此期間，馬俞參加所有38場聯賽並射入一個聯賽入球），並且僅以兩分之差無緣1992–93年歐洲足協盃資格賽。
丹涅克、加朗和歷斯的離開削弱了球會於1992-1993年賽季的陣容。但是，球會在1992–93年法甲聯賽中排名第15位，成功保持其法甲的地位。在他的球會生涯的最後一個賽季，馬俞在30場聯賽上陣並射入1球。=

### 退役
當馬俞在1993年終於掛靴時，他作為主力球員參加13個法甲聯賽和6個法乙聯賽賽季，在422場法甲聯賽中射入8球，在174場法乙聯賽中射入18球。在這19個賽季中，他在54場國內盃賽中射入4球，並在4場歐聯比賽上陣。

## 國際賽生涯
1981年至1983年間，馬俞共為法國國家隊出場九次，未能有入球。
1981年9月9日，馬俞在布魯塞爾海瑟爾體育場舉行的 1982 年世界杯預選賽對陣比利時的比賽中首次代表法國出場。馬俞還在1981年10月14日對陣愛爾蘭的1982年世界盃預選賽中為自己的國家隊出場。在西班牙舉行的1982年世界盃決賽周，馬俞是法國隊的成員。在決賽周中，他只打了一場比賽——在阿利坎特對陣波蘭的季軍賽。那場比賽是他第三次也是最後一次代表法國在非友誼賽出場。
他最後一次代表他的國家出場是1983年3月23日，在王子公園體育場與蘇聯的友誼賽中。 

## 退役後的生活
馬俞作為一名足球運動員退役後，在楓丹白露重新定居。從1994年初開始，馬俞在距離楓丹白露約10公里的盧萬河畔莫雷擔任保險代理人。後來，他成為位於盧萬河畔莫雷的utuelles du Mans Assurances (MMA) 保險機構的經理。
除了保險業務，馬俞還積極參與地方政治和體育管理。他被選入楓丹白露鎮議會。從2005年開始，他協助市長處理體育相關事務近十年。從2010年開始，他擔任法國足球總會國家道德委員會成員四年。從2012年開始，他擔任 Communauté 副主席de communes du Pays de Fontainebleau 負責體育運動。從1995年到1998年，馬俞擔任楓丹白露競賽球會主席，這是他在高級足球生涯中效力的第一家球會。他還一直擔任該球會的名譽主席，直到他去世。馬俞監督2013-2016 stade de la Faisanderie（楓丹白露競賽球會的主場）改造項目的初始階段。在該項目中，舊看台的拆除工作於2013年12月完成，改造工程計劃於三年後完成。

## 個人生活
馬俞於1979年與來自楓丹白露的科琳娜結婚。他們有兩個兒子－達維德和米奇。

## 貢獻
法國足球總會主席諾爾·勒·格瑞艾特說：“他（馬俞）將作為一名偉大的職業球員在球場內外被銘記。”諾爾·勒·格瑞艾特還稱讚馬俞是一位“模範”和“才華橫溢”的球員，“不幸的是，他走得太早了”。

## 逝世與葬禮
2014年2月8日凌晨，馬俞在與癌症進行長期鬥爭後在巴黎的一家診所去世。他的妻子科琳娜、他們的兩個兒子（達維德和米奇）和孫子都為他送別。
馬俞的葬禮於2014年2月13日上午10:30在楓丹白露的聖路易斯羅馬天主教堂舉行。800人參加葬禮，包括他的家人、朋友、楓丹白露鎮議會成員（包括鎮長Frédéric Valletoux） 以及他的數十名前足球隊友，如柏德烈·巴迪斯頓、馬克西姆·波錫、路爾斯·費南迪斯、揚尼克·斯托皮拉和呂克·索諾。 他後來被埋葬在那個鎮的墓地。

## 備註
1. 1 2  1987年,巴黎競技改名為Matra Racing.

## 外部連結
- 菲利普·馬俞在FootballDatabase.eu中的档案
- Philippe_Mahut （页面存档备份，存于）於National-Football-Teams.com
- Philippe Mahut's club and international career statistics （页面存档备份，存于）
- Philippe_Mahut （页面存档备份，存于）於法國足球總會 (法文)
- 法国足球协会上的 菲利普·馬俞 （法文） 存档于webarchive.org.
- Profile （页面存档备份，存于） – Le Havre AC
- Profile and club career statistics – FC Metz，存档于（存檔日期 February 22, 2014）
- Club career statistics （页面存档备份，存于） - AS Saint-Étienne